# Federação Catarinense de Futebol
A Federação Catarinense de Futebol é a entidade máxima do futebol em Santa Catarina. A federação é responsável pela organização de todos os torneios oficiais que envolvem as equipes catarinenses, como o Campeonato Catarinense e a Copa Santa Catarina, lhe cabendo, ainda, representar os clubes catarinenses junto à Confederação Brasileira de Futebol.

## História
Fundada em 12 de abril de 1924 com o nome de Liga Santa Catharina de Desportos Terrestres, a história da regulamentação do futebol em Santa Catarina começou na Rua Esteves Júnior, no Centro da Capital, no Gymnasio Catharinense, atual Colégio Catarinense, berço da educação e da prática desportiva, onde se reuniram os representantes dos clubes fundadores Figueirense Futebol Clube, Avaí Futebol Clube, Clube Atlético Florianópolis, Internato Futebol Clube e Trabalhista Futebol Clube, para registrar a ata de fundação da atual Federação Catarinense de Futebol.
No princípio, a entidade organizava campeonatos das modalidades de atletismo, tiro ao alvo e também de futebol. O primeiro presidente da então Liga Santa Catharina de Desportos Terrestres foi Luiz Alves de Souza (1924-1927). Mais tarde, já em 1927, a entidade teve seu nome modificado para Federação Catarinense de Desportos. Com a consolidação do futebol como o esporte das multidões e com evolução das demais modalidades de práticas esportivas e a consequente criação de entidades regulamentadoras específicas para cada uma, em 1951 a Federação Catarinense de Desportos tornou-se a Federação Catarinense de Futebol.
A história do futebol de Santa Catarina traz consigo grandes momentos protagonizados por tradicionais clubes e clássicos municipais que foram surgindo nos maiores centros do Estado. Estes jogos entre equipes da mesma cidade se tornaram grandes clássicos, que ganharam reconhecimento e fama ao longo dos tempos pelo ótimo nível das equipes. No Norte, em Joinville, América vs. Caxias, no Vale do Itajaí em Blumenau, Olímpico vs. Palmeiras, em Itajaí, Almirante Barroso vs. Marcílio Dias, em Brusque, Paysandu vs. Carlos Renaux. Seguindo para o Sul, em Criciúma, com Próspera, Metropol e Comerciário. No litoral Sul, em Tubarão, Ferroviário vs. Hercílio Luz, no Planalto Serrano, nas cores do Internacional de Lages, no Oeste, em Chapecó, com a Chapecoense.
Com o passar dos anos e a evolução para o profissionalismo, muitas equipes pioneiras no futebol catarinense ficaram para trás, mas também surgiram imensas alegrias com o aparecimento de clubes que representam uma realidade de conquistas para os torcedores catarinenses, o Criciúma Esporte Clube (1978), Joinville Esporte Clube (1976) e a Associação Chapecoense de Futebol (1973). A ascensão destas três agremiações e o fortalecimento da dupla da Capital são responsáveis pelo desempenho honroso do futebol catarinense no cenário nacional no século XXI.
A administração de Delfim de Pádua Peixoto Filho, que iniciou no ano de 1985, foi considerada de grande importância para o futebol catarinense, que encontrou o caminho de todos os títulos nacionais. Ao longo dos 91 anos, a Federação Catarinense de Futebol teve dezesseis presidentes. Delfim Pádua Peixoto Filho iniciou em abril de 2015 seu sétimo mandato como presidente da entidade. O advogado e político itajaiense havia completado em 2015, trinta anos à frente do futebol catarinense. Além da evolução da Federação Catarinense de Futebol no cenário nacional, a sede própria da entidade, construída em 2007 no município de Balneário Camboriú, foi um dos maiores feitos de sua administração para o futebol de Santa Catarina. Delfim morreu em 29 de novembro de 2016, vítima do acidente com o voo 2933 da LaMia, quando a aeronave se aproximava do aeroporto de Medellín, na Colômbia e que deixou ao todo 71 mortos. O dirigente acompanhava a delegação do clube Chapecoense, que iria disputar a primeira partida da final da Copa Sul-Americana, contra o Atlético Nacional de Medellin.
A Federação Catarinense é ainda pioneira em diversos aspectos administrativos e tecnológicos, como a transmissão, ao vivo, via internet dos sorteios da arbitragem, excedendo o simples cumprimento da Legislação Federal. A FCF também é precursora na implantação do programa Justiça Presente, que agiliza processos de registro de ocorrências nos estádios e é desenvolvido em Santa Catarina desde 2006.
Esta força que a Federação Catarinense de Futebol vem conquistando cada vez mais no cenário nacional é a soma de um esforço coletivo. O trabalho de funcionários, membros da Diretoria, do Conselho Fiscal e da Presidência da entidade e dos Clubes e Ligas filiados fazem do futebol catarinense um futebol sério e competente, que se encontra em um nível de elite e crescerá sempre mais.
Dentre os ex-presidentes destacam-se Pedro Lopes Vieira, João Alcântara da Cunha, Aderbal Ramos da Silva e Delfim de Pádua Peixoto Filho.

### Sede
Desde quando foi fundada nas dependências do Centenário Colégio Catarinense, em 1924, a antiga Liga Santa Catharina de Desportos Terrestres, esteve situada em 14 sedes. Os 12 primeiros endereços foram na Capital do Estado, os dois últimos e o definitivo, serão em Balneário Camboriú. Até dezembro de 2007, a sede da atual Federação Catarinense de Futebol, estará definitivamente localizada na 6ª Avenida, ao lado do Parque Ecológico, no Bairro dos Municípios, em Balneário Camboriú.
Quatro fatos envolvendo a questão da sede própria da Federação Catarinense de Futebol estão registrados nas legislações Estadual e Municipal. Em 27 de setembro de 1972, o Governador do Estado, Colombo Machado Sales, autorizou o Poder Executivo a alienar o Estádio Adolfo Konder em favor do Avaí Futebol Clube, como retrata o texto original da Lei Estadual nº4.781, de setembro de 1972. Após a decisão, a FCF ficou por mais 5 anos sediada no Estádio Adolfo Konder, e em 1977, a Entidade retornou a Rua Felipe Schmidt, no Centro de Florianópolis.
Até maio de 1996 a Federação Catarinense de Futebol esteve na Capital, quando situada a Rua São Jorge, no Centro. E aos dez anos da administração do Presidente Delfim Pádua Peixoto Filho, o então Prefeito Municipal de Balneário Camboriú, Luiz Eduardo Cherem, sancionou a Lei Municipal nº1578 de 13 de maio de 1996, cedendo a Federação Catarinense de Futebol uma área de 4.303 m2, na Rua Libéria, aos fundos do Estádio Municipal, no Bairro das Nações, em Balneário Camboriú, pelo período de 99 anos, sendo prorrogável por mais 99, se assim o Poder Executivo determinar, para que a Entidade construísse sua sede própria.
Antes da Federação Catarinense de Futebol viabilizar a construção, em 22 de novembro de 1999, a Prefeitura necessitou ampliar a Fundação Municipal de Esportes e utilizou a área anexa ao Estádio Municipal. Sendo assim, o então Prefeito Municipal de Balneário Camboriú, Leonel Arcângelo Pavan, revogou a Lei 1578 de 13 maio de 1999, porém autorizou a indicação de uma nova área à construção da sede da Federação Catarinense de Futebol. Honrando o compromisso do Poder Executivo de Balneário Camboriú com o futebol catarinense, em 17 de dezembro de 2003, o Prefeito Municipal, Rubens Spernau, através da Lei Municipal nº 2304, indicou um novo terreno à construção da sede própria da Federação Catarinense de Futebol.
Setenta e nove anos após ser fundada, a antiga Liga Santa Catharina de Desportos Terrestres, no terceiro milênio, denominada Federação Catarinense de Futebol, tinha o local para construir sua sede própria. Desde 1996 no Litoral Norte do Estado, a FCF esteve localizada até 2002 na Avenida do Estado, nº 1780. Até 2007 esteve situada na Rua 2350, nº 560, Edifício Tute I, no Centro de Balneário Camboriú. Já no exercício de 2007 a Federação Catarinense de Futebol encontra-se definitivamente na sua belíssima sede própria, na 6ª Avenida, ao lado do Parque Ecológico, no Bairro dos Municípios.

### Presidentes
- Luiz Alves de Souza  (1924 a 1927)
- Otávio de Oliveira (1928 a 1929)
- Coronel Pedro Lopes Vieira (1930)
- Pedro E. Silva Medeiros (1931 a 1933)
- Nelson Nunes (1934 a 1935)
- João Alcântara da Cunha (1936 a 1938)
- Flodoaldo Nobrega (1938)
- Aderbal Ramos da Silva (1939 a 1946)
- Álvaro Pereira do Cabo (1947 a 1948)
- Paulo Weber Vieira da Rosa (1948)
- Flávio Ferrari (1949 a 1951)
- Osni Mello (1952 a 1969)
- Manoel Carlos de Souza (1969 a 1970)
- José Elias Giuliari (1970 a 1983)
- Pedro José de Oliveira Lopes  (1983 a 1985)
- Delfim Pádua Peixoto Filho (1985 a 2016)
- Rubens Renato Angelotti  (2017 até o momento)

## Competições

### Futebol masculino
| Nome                                     | Atual campeão             |
| ---------------------------------------- | ------------------------- |
| Campeonato Catarinense - Série A de 2025 | Avaí (19º título)         |
| Campeonato Catarinense - Série B de 2024 | Caravaggio (1º título)    |
| Campeonato Catarinense - Série C de 2024 | Fluminense-SC (1º título) |
| Copa Santa Catarina de 2024              | Concórdia (1º título)     |
| Recopa Catarinense de 2025               | Criciúma (2º título)      |

### Futebol feminino
| Nome                           | Atual campeão                |
| ------------------------------ | ---------------------------- |
| Campeonato Catarinense de 2024 | Avaí/Kindermann (15º título) |

### Futebol de base
| Nome                                  | Atual campeão         |
| ------------------------------------- | --------------------- |
| Campeonato Catarinense Sub-20 de 2024 | Criciúma (15º título) |